# Megogata necopina
Megogata necopina là một loài Trichoptera trong họ Hydrobiosidae. Chúng phân bố ở miền Australasia.